# Liste der Monuments historiques in Ebersheim (Bas-Rhin)
Die Liste der Monuments historiques in Ebersheim führt die Monuments historiques in der französischen Gemeinde Ebersheim auf.

## Liste der Bauwerke
| Bezeichnung      | Beschreibung                                                                         | Standort               | Kennzeichnung | Schutzstatus | Datum | Bild           |
| ---------------- | ------------------------------------------------------------------------------------ | ---------------------- | ------------- | ------------ | ----- | -------------- |
| Kirche St-Martin | Glockenturm, 1753 von Joseph Michael Schnöller; Schiff zwischen 1765 und 1768 erbaut | Rue de l’Église (Lage) | PA00084700    | Inscrit      | 1984  | weitere Bilder |

## Liste der Objekte
| Bezeichnung                                 | Beschreibung | Standort                       | Kennzeichnung | Schutzstatus | Datum     | Bild           |
| ------------------------------------------- | --- | ------------------------------ | ------------- | ------------ | --------- | -------------- |
| Wandverkleidung des Chorraums               | Eichenholz, 18. Jahrhundert | in der Kirche St-Martin (Lage) | PM67000740    | Classé       | 1995      |                |
| Taufbecken                                  | Sandstein und Holz, 1768 | in der Kirche St-Martin (Lage) | PM67000741    | Classé       | 1991 1995 |                |
| Zwei Weihwasserbecken                       | Sandstein, 18. Jahrhundert | in der Kirche St-Martin (Lage) | PM67001234    | Inscrit      | 1988      |                |
| Taufbecken                                  | heute Weihwasserbehälter; Sandstein und Kupfer, 1654 | in der Kirche St-Martin (Lage) | PM67001237    | Inscrit      | 1988      |                |
| Kreuzigungsgruppe                           | Holz, farbig gefasst und vergoldet, 18. Jahrhundert | in der Kirche St-Martin (Lage) | PM67001240    | Inscrit      | 1988      |                |
| Zwei Reliquiare                             | Holz, Textilien und Glas, vermutlich vom Anfang des 19. Jahrhunderts | in der Kirche St-Martin (Lage) | PM67001233    | Inscrit      | 1988      |                |
| Vierzehn Altarleuchter und zwei Altarkreuze | sechs Leuchter auf dem Hauptaltar, je vier Leuchter und ein Kreuz auf den Seitenaltären; Holz, vergoldet, und Metall, 18. Jahrhundert | in der Kirche St-Martin (Lage) | PM67001235    | Inscrit      | 1988      |                |
| Gemälde Madonna mit Kind                    | Ölfarbe auf Leinwand, 19. Jahrhundert | in der Kirche St-Martin (Lage) | PM67001238    | Inscrit      | 1988      |                |
| Kreuzweg                                    | dreizehn Gemälde (Station 12 fehlt); Ölfarbe auf Leinwand und Stuckrahmen, vermutlich vom Anfang des 19. Jahrhunderts | in der Kirche St-Martin (Lage) | PM67001241    | Inscrit      | 1988      |                |
| Hauptaltar                                  | Altartisch, Tabernakel, Retabel, Gemälde Verklärung des heiligen Martin und zwei Skulpturen (Heiliger Nikolaus und Heiliger Ambrosius); Holz, farbig gefasst und vergoldet; Retabel von 1767; Gemälde (von Heinrich Kaiser), Altartisch und Tabernakel um 1893 | in der Kirche St-Martin (Lage) | PM67000540    | Classé       | 1991      | weitere Bilder |
| Sakristeischrank                            | Eichenholz, um 1768 | in der Kirche St-Martin (Lage) | PM67000568    | Classé       | 1991 1995 |                |
| Orgel                                       | 1785 von Martin Bergäntzel gebaut | in der Kirche St-Martin (Lage) | PM67001008    | Classé       | 1977      | weitere Bilder |
| Orgelprospekt                               | 1785 von Martin Bergäntzel gebaut | in der Kirche St-Martin (Lage) | PM67000049    | Classé       | 1977      | weitere Bilder |
| Zwei Seitenaltäre                           | jeweils Altartisch, Retabel, Gemälde und zwei Skulpturen; Holz, farbig gefasst und vergoldet, sowie Ölfarbe auf Leinwand, zweite Hälfte des 18. Jahrhunderts; Gemälde von Heinrich Kaiser, 1889                                                                | in der Kirche St-Martin (Lage) | PM67000541    | Classé       | 1991      | weitere Bilder |
| Wandverkleidung                             | Eichenholz, zweite Hälfte des 18. Jahrhunderts | in der Kirche St-Martin (Lage) | IM67006604    | Classé       | 1991      |                |
| Pietà                                       | Holz, farbig gefasst und vergoldet, vermutlich vom Anfang des 19. Jahrhunderts | in der Kirche St-Martin (Lage) | PM67001236    | Inscrit      | 1988      |                |
| Kruzifix                                    | Holz, 18. Jahrhundert | in der Kirche St-Martin (Lage) | PM67001239    | Inscrit      | 1988      |                |
| Vier Beichtstühle                           | Eichenholz, um 1768 | in der Kirche St-Martin (Lage) | PM67001242    | Inscrit      | 1988      | weitere Bilder |